# Битва при Филипуве
Битва при Филипуве (польск. Bitwa pod Filipowem) — сражение Северной войны между войсками Речи Посполитой с одной стороны и шведскими и бранденбургскими войсками с другой, состоявшееся 22 октября 1656 года.
После победы в битве при Простках союзные полякам литовские и крымско-татарские войска занялись масштабным разграблением герцогства Пруссии. Вскоре после этого крымцы возвратились на родину, и армия Речи Посполитой сократилась до 8500 солдат.
Во второй половине октября шведско-бранденбургская армия из 9000 солдат атаковала литовцев, которые расположились в городе Филипув недалеко от Сувалок. Литовцами командовал гетман Винцент Гонсевский, в то время как шведско-бранденбургскими войсками руководили Густав Отто Стенбок и Георг Фридрих Вальдекский.
Пока основные литовские силы отдыхали в Филипуве, шведско-бранденбургская армия провела неожиданную атаку на их тыловые части, которые были размещены в селе Мьерунишки. Бой разгорался, все новые подразделения с обеих сторон вступали в бой. С самого начала Стенбок и Вальдек завладели тактическим преимуществом. Литовцы оказались под угрозой окружения, и Гонсевский приказал отступать на север. В связи с этим решением литовские потери были небольшими. Захваченный в плен поляками при Простках князь Богуслав Радзивилл под Филипувом был освобожден и вернулся в шведскую армию.
После битвы литовцы отошли с земель герцогства Пруссии, в то время как Стенбок со своей армией двинулся на юг, к реке Висла.